# 阿恩帕拉
阿恩帕拉（Anpara），是印度北方邦Sonbhadra县的一个城镇。总人口22385（2001年）。

## 人口
该地2001年总人口22385人，其中男性12369人，女性10016人；0—6岁人口3158人，其中男1684人，女1474人；识字率70.61%，其中男性为76.85%，女性为62.91%。